# Ани Корди
Ани Корди (на френски: Annie Cordy) е белгийска актриса и певица. 

## Биография
Тя е родена на 16 юни 1928 година в Брюксел като Леони Кореман. През 1950 година заминава за Париж, където става известна с множество участия в мюзикъли и филми.
През 2004 година получава баронска титла.

## Избрана филмография
| Година | Филм              | Оригинално заглавие     | Роля         | Режисьор    |
| ------ | ----------------- | ----------------------- | ------------ | ----------- |
| 1954   | Априлска риба     | Poisson d'avril         | Шарлот Дюпюи | Жил Гранжие |
| 1970   | Пътникът на дъжда | Le Passager de la pluie | Жулиета      | Рене Клеман |